# Boston Society of Film Critics Awards 1997
La 18ª edizione dei Boston Society of Film Critics Awards si è svolta il 14 dicembre 1997.

## Premi

### Miglior film
- L.A. Confidential, regia di Curtis Hanson
- Il dolce domani (The Sweet Hereafter), regia di Atom Egoyan
- Donnie Brasco, regia di Mike Newell

### Miglior attore
- Al Pacino - Donnie Brasco

### Migliore attrice
- Helena Bonham Carter - Le ali dell'amore (The Wings of the Dove)
- Katrin Cartlidge - Ragazze (Career Girls)
- Tilda Swinton - Perversioni femminili (Female Perversions)

### Miglior attore non protagonista
- Kevin Spacey - L.A. Confidential
- Burt Reynolds - Boogie Nights - L'altra Hollywood (Boogie Nights)
- Robert Downey Jr. - Complice la notte (One Night Stand)

### Migliore attrice non protagonista
- Sarah Polley - Il dolce domani (The Sweet Hereafter)
- Joan Cusack - In & Out
- Alison Elliott - Le ali dell'amore (The Wings of the Dove)

### Miglior regista
- Curtis Hanson - L.A. Confidential
- Atom Egoyan - Il dolce domani (The Sweet Hereafter)
- Mike Newell - Donnie Brasco

### Migliore sceneggiatura
- Curtis Hanson e Brian Helgeland - L.A. Confidential
- Kevin Smith - In cerca di Amy (Chasing Amy)
- Matt Damon e Ben Affleck - Will Hunting - Genio ribelle (Good Will Hunting)

### Miglior fotografia
- Roger Deakins - Kundun
- Eduardo Serra - Le ali dell'amore (The Wings of the Dove)
- Paul Sarossy - Il dolce domani (The Sweet Hereafter)

### Miglior documentario
- Fast, Cheap & Out of Control, regia di Errol Morris
- Sick: The Life and Death of Bob Flanagan, Supermasochist, regia di Kirby Dick
- Message to Love, regia di Murray Lerner

### Miglior film in lingua straniera
- Underground (Podzemlje), regia di Emir Kusturica  ·   Francia/ Germania
- Vuoi ballare? - Shall We Dance? (Shall we dansu?), regia di Masayuki Suo  ·   Giappone
- Irma Vep, regia di Olivier Assayas ·   Francia

### Miglior regista esordiente
- Paul Thomas Anderson - Sydney (Hard Eight) e Boogie Nights - L'altra Hollywood (Boogie Nights)